# Statens Järnvägar

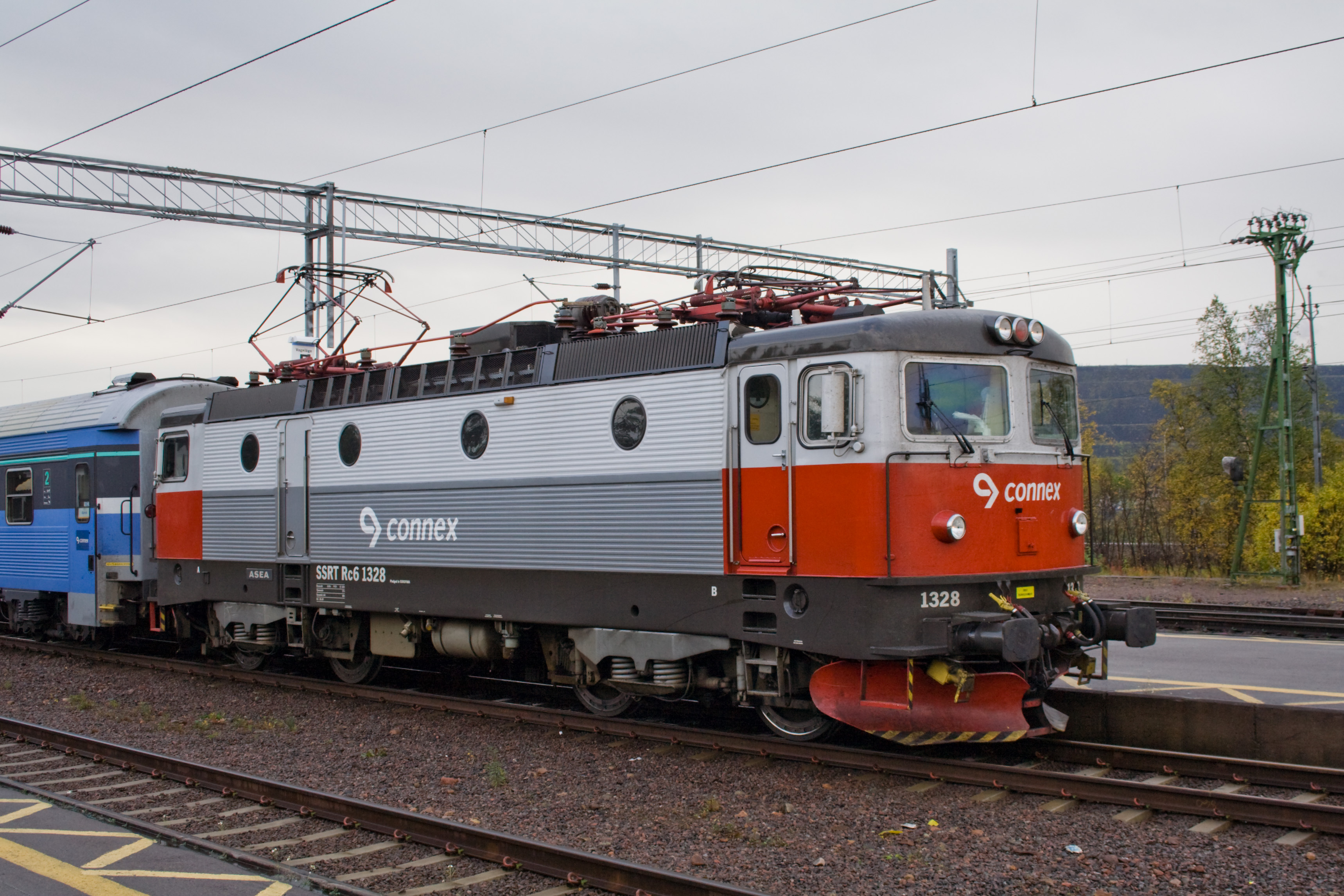
Lokomotywa elektryczna serii Rc6 własności Statens Järnvägar dzierżawiona przewoźnikowi Connex Sverige

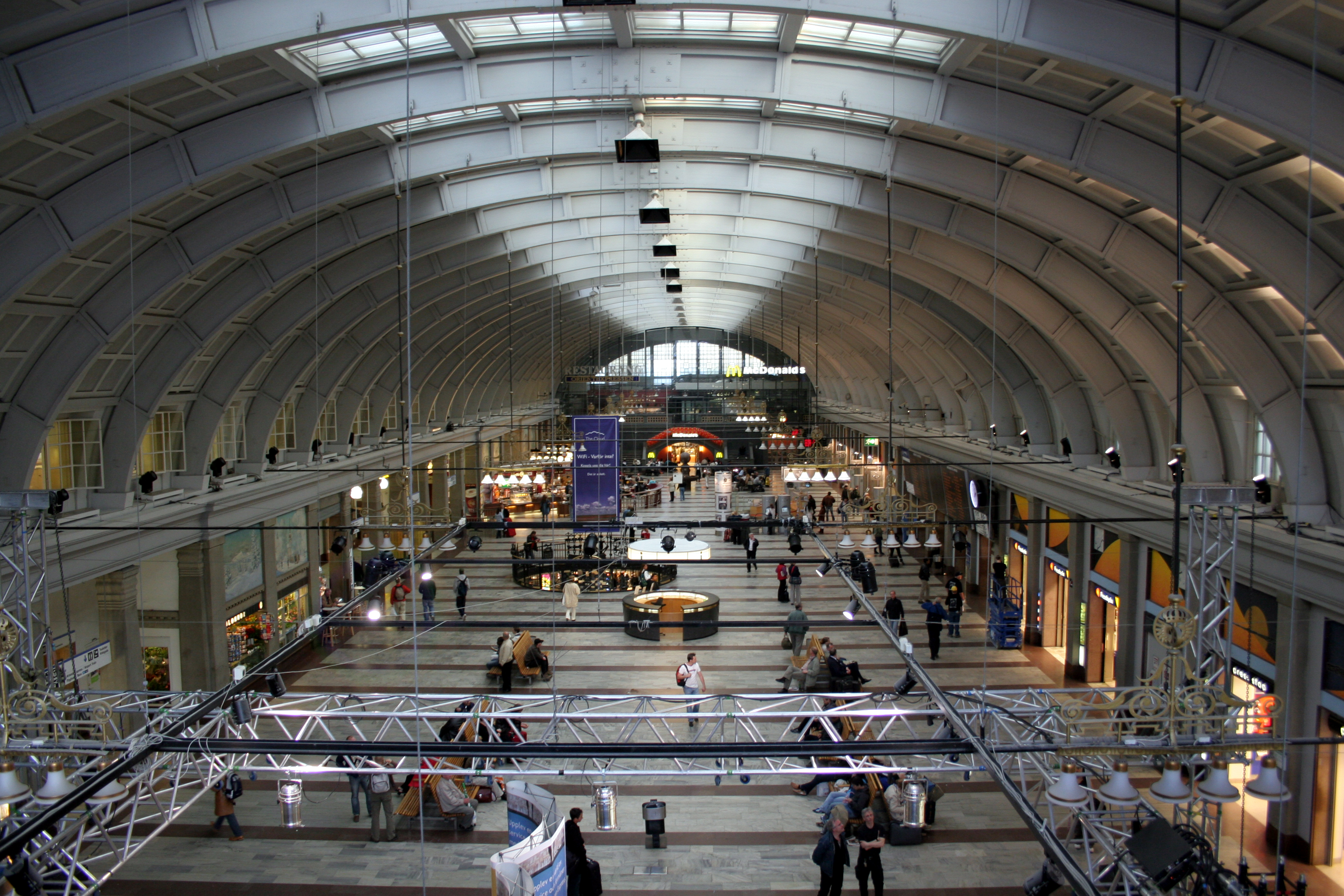
Wnętrze Stockholms centralstation

Statens Järnvägar (SJ) – szwedzka agencja państwowa zarządająca taborem kolejowym i dawny narodowy przewoźnik kolejowy (do 2001 r.).
Ważniejsze fakty z historii SJ:
- grudzień 1856: otwarcie odcinków Göteborg – Jonsered i Malmö – Lund kolei państwowych Statens Järnvägar
- 1888: otwarcie Malmbanan między Gällivare i Luleå; 1903 odcinek Kiruna – Narvik; 1915 elektryfikacja odcinka Kiruna – Riksgränsen, jako pierwszej magistrali w Szwecji
- 1895: elektryfikacja kolei dojazdowej Sztokholm – Djursholm
- 1925: elektryfikacja linii Sztokholm – Göteborg, ~16 kV 50 Hz
- 2001: transformacja Statens Järnvägar na agencję zarządzającą taborem kolejowym i wydzielenie kilku niezależnych podmiotów[1]:
  - SJ AB – przewoźnik pasażerski
  - Green Cargo AB – przewoźnik towarowy
  - Jernhusen AB – zarządca majątku
  - TraffiCare AB – usługodawca w zakresie czyszczenia, utrzymania bieżącego i przygotowania składów osobowych
  - Euromaint AB – naprawy i utrzymanie taboru kolejowego
  - Unigrid AB – technologie informacyjne